# Héctor Freschi
Héctor Luis Freschi (Resistencia, Provincia del Chaco; 22 de mayo de 1911-Resistencia; 18 de julio de 1993) fue futbolista argentino que se desempeñó como arquero.

## Carrera
Se desempeñó en los años '30 en el Club Atlético Sarmiento de Resistencia, donde desarrolló toda su carrera.

## Selección nacional
Sus buenas actuaciones en la Liga Chaqueña de fútbol fueron motivo para que el entrenador de la selección Argentina, el italiano Filippo Pascucci, lo convocara para disputar la Copa Mundial de Fútbol de 1934.
Fue el portero titular en el único partido que jugó Argentina en Italia 34, en el cual el seleccionado sudamericano cayó 3-2 contra la selección de Suecia.

### Participaciones en Copas del Mundo
| Mundial                        | Sede   | Resultado    | Partidos | Goles |
| ------------------------------ | ------ | ------------ | -------- | ----- |
| Copa Mundial de Fútbol de 1934 | Italia | Primera Fase | 1        | 0     |

## Palmarés

### Ligas Regionales
| Título                  | Club                    | País      | Año  |
| ----------------------- | ----------------------- | --------- | ---- |
| Liga Chaqueña de fútbol | Club Atlético Sarmiento | Argentina | 1925 |
| Liga Chaqueña de fútbol | Club Atlético Sarmiento | Argentina | 1933 |
| Liga Chaqueña de fútbol | Club Atlético Sarmiento | Argentina | 1934 |
| Liga Chaqueña de fútbol | Club Atlético Sarmiento | Argentina | 1936 |
| Liga Chaqueña de fútbol | Club Atlético Sarmiento | Argentina | 1938 |
| Liga Chaqueña de fútbol | Club Atlético Sarmiento | Argentina | 1941 |
| Liga Chaqueña de fútbol | Club Atlético Sarmiento | Argentina | 1942 |
| Liga Chaqueña de fútbol | Club Atlético Sarmiento | Argentina | 1944 |
| Liga Chaqueña de fútbol | Club Atlético Sarmiento | Argentina | 1945 |
| Liga Chaqueña de fútbol | Club Atlético Sarmiento | Argentina | 1947 |